# Ignacy (Punin)
Ignacy, imię świeckie Igor Iwanowicz Punin (ur. 17 kwietnia 1973 w Briańsku) – rosyjski biskup prawosławny.

## Życiorys
Urodził się w rodzinie robotniczej. Po ukończeniu szkoły średniej został zatrudniony w Wydziale Zewnętrznych Stosunków Cerkiewnych Patriarchatu Moskiewskiego. 23 marca 1998 złożył śluby zakonne w riasofor przed jego przewodniczącym, metropolitą Cyrylem. 7 kwietnia 1998 ten sam hierarcha wyświęcił go na diakona, zaś 7 kwietnia 1999 – na kapłana. We wrześniu 1999 został opiekunem budowanej właśnie cerkwi św. Jana Chrzciciela w Smoleńsku. Następnie w 2001 przeniesiony do parafii Świętych Nowomęczenników i Wyznawców Rosyjskich, gdzie również nadzorował wznoszenie świątyni. W 2003 otrzymał godność ihumena. 5 stycznia 2005 złożył wieczyste śluby zakonne. 2 maja tego samego roku został podniesiony do godności archimandryty.
7 czerwca 2005 w soborze Chrystusa Zbawiciela w Moskwie miała miejsce jego chirotonia na biskupa wiaziemskiego, wikariusza eparchii smoleńskiej i kaliningradzkiej. Głównym konsekratorem był patriarcha moskiewski i całej Rusi Aleksy II. 31 marca 2009 Święty Synod Rosyjskiego Kościoła Prawosławnego przeniósł go do eparchii moskiewskiej w charakterze biskupa pomocniczego z tytułem biskupa bronnickiego. Duchowny został również proboszczem cerkwi Narodzenia św. Jana Chrzciciela w dzielnicy Priesnia w Moskwie. Od 6 października 2010 r. biskup Ignacy (Punin) przewodniczył synodalnemu oddziałowi ds. młodzieży. Był również odpowiedzialny za parafie położone w zachodnim okręgu administracyjnym Moskwy, od grudnia 2011 r. jako zwierzchnik wikariatu zachodniego eparchii moskiewskiej miejskiej.
W 2013 r. został pierwszym ordynariuszem nowo utworzonej eparchii wyborskiej.
W 2023 r. został przeniesiony na katedrę minusińską i kuragińską. W roku następnym został pozbawiony katedry, postawiony przed sądem cerkiewnym i zobowiązany do zamieszkania na terenie eparchii niżnonowogrodzkiej, pod nadzorem jej ordynariusza. Wyższy Sąd Cerkiewny Patriarchatu Moskiewskiego uznał go za winnego naruszeń przy nagradzaniu duchowieństwa, nieprawidłowego kierowania finansami administratury oraz przywłaszczenia antyminsów. W związku z tym Ignacy został pozbawiony godności biskupiej i stanu kapłańskiego.